# Microcoelia corallina
Microcoelia corallina är en orkidéart som beskrevs av Victor Samuel Summerhayes. Microcoelia corallina ingår i släktet Microcoelia och familjen orkidéer. Inga underarter finns listade i Catalogue of Life.